# Rudolfus Hermanus Josephus Harbers
Rudolfus Hermanus Josephus Harbers (Echt, 29 februari 1896 – Belfeld, 19 januari 1952) was een Nederlands politicus. 
Joseph Harbers werd geboren als zoon van Bernardus Lambertus Harbers (1864-1942; leraar aan de Bisschoppelijke Kweekschool voor onderwijzers te Roermond) en Anna Margaretha Sormani (1870-1944). Rond 1924 werd hij de gemeentesecretaris van Ottersum als (indirecte) opvolger van M.F.G.M. van Grunsven die burgemeester van Susteren was geworden. Harbers werd in 1932 benoemd tot burgemeester van Belfeld. Hij werd in 1942 ontslagen waarop Belfeld een NSB'er als burgemeester kreeg. Na de bevrijding in 1945 keerde hij terug in zijn oude functie; al was later dat jaar Q.L. Laumans nog enige tijd plaatsvervangend burgemeester van Belfeld. Tijdens zijn burgemeesterschap overleed Harbers begin 1952 op 55-jarige leeftijd.
Hij trouwde in 1925 met Anna Wilhelmina Hendrika Rooijakkers (1898-1990) met wie hij zes kinderen kreeg.
Het Burgemeester Harbersplantsoen in Belfeld (waar het Indië-monument staat) is naar hem vernoemd.